# Château de Cerisy-la-Salle
Le château de Cerisy-la-Salle est une demeure, du début du XVIIe siècle, qui se dresse sur le territoire de la commune française de Cerisy-la-Salle, dans le département de la Manche, en région Normandie. L'édifice, aujourd'hui centre culturel international, est protégé en totalité au titre des monuments historiques.

## Localisation
Le château est situé, au cœur d'une campagne vallonnée et verdoyante, sur un escarpement rocheux dominant la vallée de la Soulles, à 500 mètres au sud-ouest de l'église Saint-Pierre-et-Saint-Paul, sur la commune de Cerisy-la-Salle, dans le département français de la Manche.

## Historique
Dès le XIe siècle, la seigneurie de Cerisy, qui s'étendait sur les paroisses de Montpinchon et de Cerisy, est la possession des Pirou. Elle leur avait été donnée par Guillaume le Conquérant.
Vers 1389, Marie de La Lande, fille d'Annette de Pirou et de Raoul de La Lande, hérite de la terre. À sa mort, le fief est démembré et durant deux siècles la paroisse comptera deux fiefs nobles : La « grande et petite seigneurie ». La « grande seigneurie » échoit à son fils, Guillaume de Guyenro, né d'un premier mariage avec Jean de Guyenro, et la « petite seigneurie » à son second époux, Jean de Farcy. En 1395, Guillaume de Grimouville est mentionné dans un acte comme tenant d'un demi-fief de haubert à Cerisy, de Pierre de Farcy, héritier des Pirou.
C'est Jeannette de Grimouville, fille unique de Guillaume, qui fait entrer la petite seigneurie dans la famille Richier à la suite de son mariage, au début du XVe siècle, avec Richard Richier. Ils la conserveront jusqu'à la Révolution.
Le château actuel est construit, sous Louis XIII, de 1613 à 1625, après l’édit de Nantes et les guerres de religion, près de l'ancien manoir du XVe siècle, par Jean Richier (1582-1669), fils de Guillaume Richier († av. 1601), fervent huguenot qui craignait les persécutions religieuses. Le château fut alors le siège de l'une des 20 paroisses protestantes du département. C'est également à Jean Richer que l'on doit, en 1640, la création du marché hebdomadaire, le samedi, et l'établissement de deux foires annuelles, à la Saint-Martin.
Les Richier était une famille de la noblesse protestante. Un Jacques Richier, pasteur protestant, sieur de la Hutière (Cerisy-la-Salle), sera expulsé de France pour ses convictions, alors que Jacques Richier (1708-1771) sera évêque catholique de Lombez. Il a laissé ses armoiries sur le portail d'entrée du château.
Élisabeth Le Loup de Colombières, veuve de Jean Richier, eut à héberger 80 dragons, qui se livrèrent à de nombreuses dragonnades. Le château est agrandi en 1756. En 1679, Gédéon Richer obtient le maintien de la pratique de la religion réformée dans sa maison, mais finira par abjurer en 1686, un an après son fils, Jacques Richier (1674-1715), futur seigneur de Cerisy.
Gédéon Jean François Richier (1752-1807), alors seigneur du lieu au moment de la Révolution et qui en était entré en possession en 1781, verra la confiscation et la vente de tous ses meubles à la suite de son émigration. Officier et chef d'escadron de cavalerie aux chasseurs du Hainaut, il avait rejoint l'armée des princes. Le 18 germinal an II (7 avril 1794), le district de Coutances vend le château comme bien national le 21 avril 1794 à Pierre-Joseph Hocquet, marchand à Coutances et sera revendu au profit de la Nation à François Duhérissier de Gerville qui se retire à Cerisy et sera maire de la commune de 1810 à 1815. Celui-ci revend la propriété en 1819 à Joseph-Louis-Sébastien Savary (1774-1854), capitaine d'infanterie à la retraite, décoré de la Légion d'honneur, natif de Cerisy, pour la somme de 40 000 francs, et qui sera à son tour maire de la commune de 1831 à sa mort en 1854. Se succède de père en fils, Pierre Savary, conseiller à la Cour de cassation et conseiller général de Cerisy de 1859 à 1870, Charles Joseph Savary (1845-1889) qui exerça de nombreux mandats politique, notamment celui de secrétaire d'État au ministère de la Justice de 1877 à 1879 sous le gouvernement de Jules Dufaure. C'est son épouse, Marguerite Marie Sophie Mahou, († 1917) dont il est séparé depuis 1884, qui se voit attribuer en dédommagement le château, les dépendances, ainsi que la ferme de la basse-cour et celle du Breuil. C'est le fils de cette première union Robert Savary (1882-1935) qui hérite du château en 1919 et le revend en 1925 à sa sœur, Marie-Amélie Savary (1875-1948), épouse de Paul Desjardins, organisateur des Décades de Pontigny.
Le château est occupé par les Allemands pendant la Seconde Guerre mondiale et en font leur Kommandantur et un hôpital après le Débarquement. Le 25 juillet 1944, Cerisy est détruit mais le château épargné. Après-guerre, seules 8 pièces sont habitables, le château ayant beaucoup souffert. La bibliothèque héberge l'école municipale. Marie-Amélie Desjardins et sa fille Anne (1899-1977), épouse de Jacques Heurgon, le restaure pendant 25 ans, et en 1970, une soixantaine de chambres sont déjà habitables.
C'est à l'initiative de cette dernière, que le château accueille depuis 1952 le Centre culturel international, dans le prolongement des « Décades de Pontigny » (1910-1939) créées par son père Paul Desjardins. Ainsi le château a accueilli des « rencontres » sur Barbey d'Aurevilly, l'Humour Normand, la Contre-Réforme, les Normands en Sicile, l'Architecture normande médiévale, les manuscrits et enluminures, etc. Ont notamment participé à ses rencontres : Raymond Aron, Jean-Marie Domenach, Jean Follain, Alain Robbe-Grillet, Clara Malraux, Eugène Ionesco, Roland Barthes, Jacques Derrida, Elie Wiesel, Michel Tournier, Umberto Eco, Carlo Ginzburg, etc. À la mort d'Anne Heurgon-Desjardins c'est ses deux filles, Catherine Peyrou et Édith Heurgon, propriétaire du château, qui prennent en charge la direction du centre culturel.

## Description
Le château est bâti sur une terrasse, délimitée côté nord par un escarpement qui descend jusqu'au ruisseau du Robec, et côté sud, par un dénivelé moins accentué qui offre une large perspective sur le vallon voisin.
La demeure actuelle, succédant à un ancien manoir, de style classique, entre place forte et demeure de plaisance, adopte le plan bastionné des manoirs de la fin du XVIe siècle. Il ne subsiste de l'ancien manoir, endommagé lors des guerres de Religion, que quelques vestiges : une partie du mur d'enceinte et la base d'une échauguette à l'extrémité nord de la ferme du château.
L'imposant corps de logis central, haut d'un étage sur rez-de-chaussée, édifié en grès rouge et en granit, flanqué de quatre pavillons d’angle à plan légèrement losangé, est protégé sur trois côtés par des douves sèches. Un cinquième pavillon, contenant l'escalier principal à deux volées, placé au centre du logis, est coiffé d'un clocheton. L'étage est surmonté par les combles avec un toit en forte pente et éclairés par une unique lucarne centrale. L’alignement de la façade nord et les ponts datent de 1756. D’un style grave et noble, les éléments décoratifs se limitent aux lucarnes des pavillons, aux bandeaux horizontaux et à la polychromie des matériaux (grès rouge et granit). Les nombreuses fenêtres par lesquelles le château s'éclaire ont été ajoutées à partir du XIXe siècle,.
À l’intérieur, on note l’escalier monumental, les cheminées en granit, la bibliothèque, ancienne salle basse, avec son plafond peint style Louis XIII et sa cheminée de la même époque, ainsi que des salons avec leurs boiseries, le grand salon, l’ancienne cuisine, les combles.
La ferme au sud-ouest du château, contemporaine de celui-ci et aménagée en salle de réception, et comportant quelques éléments antérieurs, adopte un plan en « L ». Les autres bâtiments : la charterie avec ses trois arcades, les écuries au nord-est, ainsi que l'orangerie et les serres, situées à l'est en léger retrait, sont postérieurs.
Un platane bicentenaire domine l'étang remplaçant d’anciens viviers et ayant servi de déversoir au moulin.

## Protection

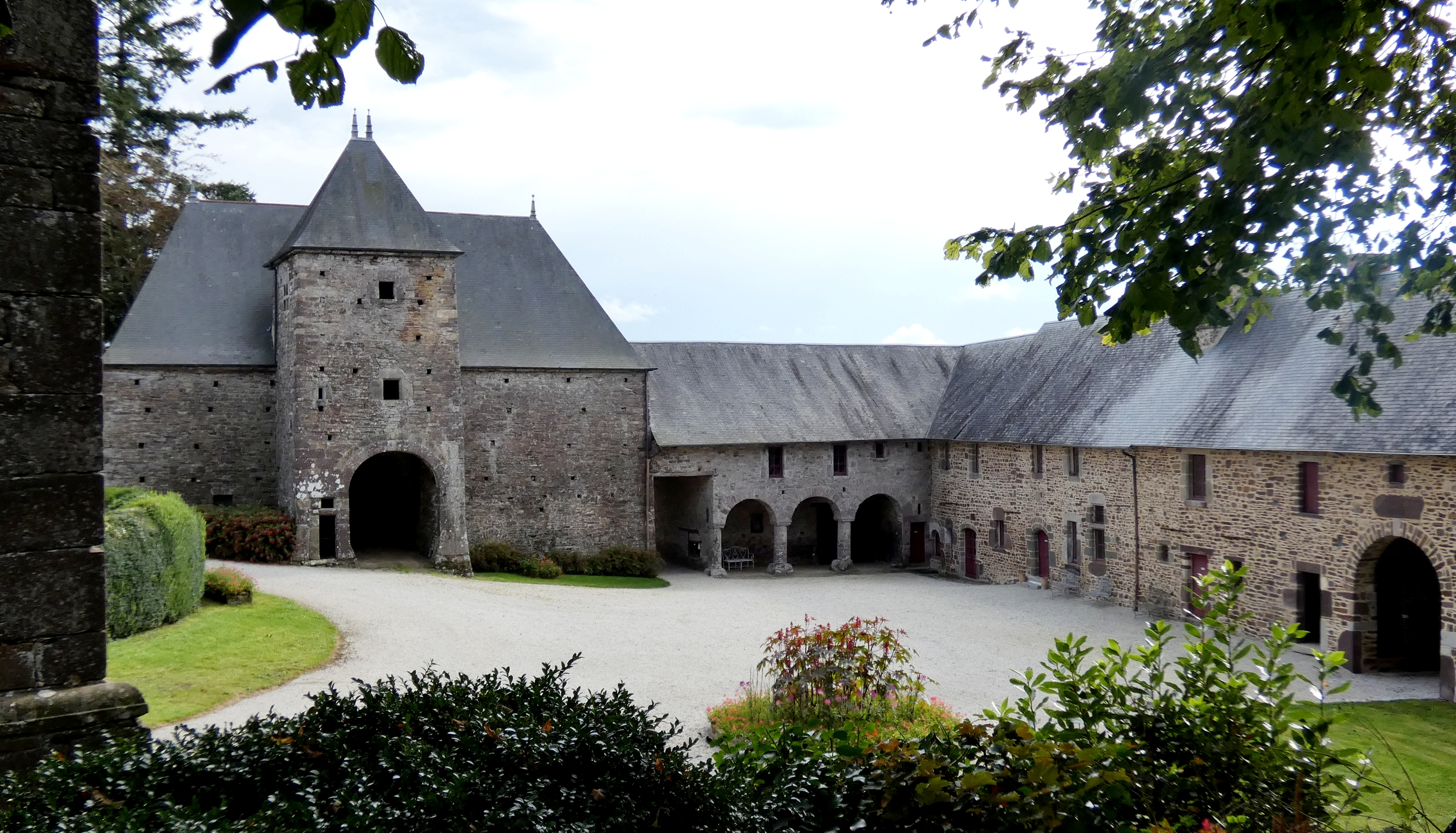
La ferme.

Au titre des monuments historiques :
- les dépendances, sauf celles classées, sont inscrites par arrêté du 31 mai 1946 ;
- le château avec ses décors peints ; les terrasses, les fossés et leurs ponts, les vestiges de l'ancien château, notamment la barbacane, et la ferme à l'exclusion des écuries situées au nord-est du château, sont classés par arrêté du 4 juillet 1995.

## Propriétaires du château
- 1613-1669 : Jean Richer
- 1669-1708 : Gédéon Richer
- 1708-1715 : Jacques Richier
- 1715-1746 : Gédéon Robert Richier
- 1746-1767 : Joseph Richier
- 1767-1781 : Jacqueline Richier
- 1781-1792 : Gédéon Jean François Richier
- 1794-1801 : Pierre Joseph Hocquet
- 1804-1819 : François Duhérissier de Gerville
- 1819-1854 : Joseph Savary
- 1854-1870 : Théodore Savary
- 1870-1884 : Charles Savary
- 1884-1917 : Marguerite Mahou
- 1919-1925 : Robert Savary
- 1925-1948 : Marie-Amélie Desjardins
- 1948-1974 : Anne Heugon-desjardins
- Depuis 1974 : Société civile du château de Cerisy-la-Salle